# 廣津區
廣津區（：／ Gwangjin gu */?）是大韓民國首都首爾特別市的一個區，象徵是櫸樹。

## 行政區劃

行政區劃圖

經過幾度洞的統合，現時廣津區有16個行政洞和9個法定洞：
- 老遊1洞
- 老遊2洞
- 華陽洞
- 君子洞
- 中谷1洞
- 中谷2洞
- 中谷3洞
- 中谷4洞
- 陵洞
- 九宜1洞
- 九宜2洞
- 廣壯洞
- 紫陽1洞
- 紫陽2洞
- 紫陽3洞

## 歷史
- 廣津區在日治時期分屬京畿道的高陽郡。
- 1943年，城東區設置（京城府七區之一）
- 1949年，高陽郡的纛島面被編入。
- 1963年，廣州郡的一部被編入。
- 1969年，首爾特別市擴張，本區被劃入首爾的城東區。
- 1975年10月1日，與漢江以南的地域分離，另外城立江南區。
- 1995年3月1日，原屬城東區的老遊1洞、老遊2洞、華陽洞、君子洞、中谷1洞、中谷2洞、中谷3洞、中谷4洞、陵洞、毛陳洞、誼1洞、九誼2洞、廣壯洞、紫陽1洞、紫陽2洞、紫陽3洞分離出來，成立廣津區[1]。

## 地理
南側是漢江，東側有峨嵯山（海拔287m）和龍馬峰（海拔348m）。位於廣津區周邊的地區，在西側的有城東區和東大門區，北側的有中浪區和京畿道的九里市，隔着漢江在東部和南部有江東區、松坡區、江南區。

## 交通

### 地鐵
- ●首爾地鐵2號線：建國大學站 - 九宜站 - 江邊站
- ●首都圈電鐵5號線：君子站 - 峨嵯山站 - 廣渡口站
- ●首爾地鐵7號線：中谷站 - 君子站 - 儿童大公园站 - 建國大學站 - 紫陽站

## 教育

### 大学
- 建国大学
- 世宗大学
- 世宗網路大學（朝鲜语：세종사이버대학교）